# Longjiang (Longjiang)
Longjiang (龙江镇,  Lóngjiāng Zhèn) ist eine Großgemeinde im Kreis Longjiang, in der bezirksfreien Stadt Qiqihar und der Provinz Heilongjiang in der Volksrepublik China.

## Administrative Gliederung
Die Großgemeinde Longjiang verwaltet die zehn Einwohnergemeinschaften Tongqi, Zhenfu, Fulong, Wenhua, Anwei, Hualong, Tongda, Qinghua, Longwan und Xingfu sowie die zehn Dörfer Longdong, Longxi, Xianguang, Jiuli, Yaogongsi, Shanbao, Heshan, Erlong, Bachahe  und Xitaipingchuan.